# Sonny Carter
Manley Lanier "Sonny" Carter, Jr. född 15 augusti 1947 och omkom 5 april 1991 i en flygolycka. Han var astronaut för NASA och blev uttagen i Astronautgrupp 10 23 maj 1984. När han förolyckades flög han med ett reguljärt inrikesplan som havererade nära Brunswick Georgia medan han reste på uppdrag av NASA.
Carter har fått en byggnad uppkallad efter sig hos Johnson Space Center i Houston. I den byggnad som bär hans namn övar man rymdpromenader inför färder till ISS.
Carter utexaminades 1973 från Emory University.

## Rymdfärjefärder
Carter han göra en rymdfärd innan han dog och var då utvald till ytterligare en färd.

### Discovery/STS-33
Carters enda rymdfärd skedde med STS-33 i november 1989. Färden var på försvarsdepartementets uppdrag och nyttolasten hemligstämplad.
Carter var uppdragsspecialist 2 på rymdfärden och ackomanjerades av Frederick D. Gregory som befälhavare, John E. Blaha som pilot, Story Musgrave som uppdragsspecialist 1 och Kathryn C. Thornton som uppdragsspecialist 3.

### Discovery/STS-42
När Carter dog så var han utvald till färden STS-42 med uppdraget International Microgravity Laboratory 1 som sköts upp 22 januari 1992.

## Rymdfärdsstatistik
| Färd   | Datum            | Tid       | EVA     |
| ------ | ---------------- | --------- | ------- |
| STS-33 | 22 - 27 nov 1989 | 120:06:48 | 0:00:00 |
| Totalt | Totalt           | 120:06:48 | 0:00:00 |